# كانتون كارمن
كانتون كارمن (بالإنجليزية: El Carmen Canton)‏ هو كانتون في الإكوادور، يتبع مقاطعة مانابي.